# Brytyjskie okręty podwodne typu E
Okręty podwodne typu E – brytyjskie okręty podwodne z czasów pierwszej wojny światowej, stanowiące ulepszenie konstrukcji wcześniejszych jednostek typu D. Od swoich poprzedników jednostki typu E przejęły duże zewnętrzne zbiorniki balastowe (saddle tanks), dziobowe i rufowe stery głębokości oraz sporych rozmiarów kiosk. Celem zwiększenia przeżywalności okrętów na polu walki oraz kontroli uszkodzeń, ich konstrukcja uwzględniała grodzie wodoszczelne. Modyfikowane w trakcie budowy kolejnych jednostek okręty, stanowiły trzon brytyjskiej floty podwodnej w czasie I wojny światowej. W jej trakcie, prowadziły zakrojone na szeroką skalę działania bojowe na Morzu Północnym i Śródziemnym, z sukcesami operując także na morzach Marmara i Bałtyckim. Jednostki tego typu zatopiły siedem nieprzyjacielskich okrętów podwodnych oraz znaczną liczbę jednostek nawodnych, w tym turecki pancernik „Hairedin Barbarossa” oraz niemiecki krążownik pancerny „Prinz Adalbert”. Sukcesy wojenne zostały jednak okupione stratą blisko połowy jednostek tego typu.

## Operacje bojowe podczas I wojny światowej
Jednostki typu E rozpoczęły działania wojenne w składzie stacjonującej w Harwich 8. Flotylli Okrętów Podwodnych, stanowiącej trzon brytyjskiej floty podwodnej. W późniejszym czasie zostały przebazowane do rejonu North East England celem podjęcia patroli na Morzu Północnym, wokół Killybegs i Donegal. Wzięły także udział w operacjach na Bałtyku, w Dardanelach, na Adriatyku oraz na Morzu Śródziemnym.

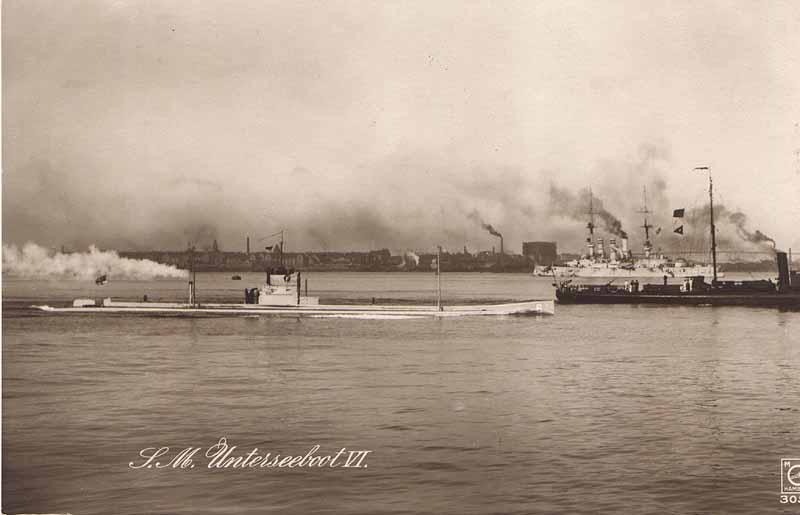
Niemiecki U-6 zatopiony 15 września 1915 roku przez E16

Pierwszym okrętem podwodnym zatopionym przez jednostki tego typu był niemiecki U-6, storpedowany 15 września 1915 roku przez E-16, cztery mile na południe od wyspy Karmøy niedaleko Stavanger w Norwegii,
W trakcie pierwszej wojny światowej Rosja miała jedynie osiem aktywnych okrętów na Bałtyku, z których tylko jeden zdolny był do prowadzenia operacji o większym niż krótkim zasięgu. W tej sytuacji Admiralicja brytyjska podjęła decyzję o wysłaniu okrętów podwodnych na Bałtyk, w celu wsparcia rosyjskich operacji oraz ataków na transporty morskie ze Szwecji do Niemiec. W październiku 1914 roku, dwa okręty – E1 i E9, przeszły przez cieśniny duńskie i dotarły do rosyjskiej bazy Lapwik. Niemieckie siły przeciwpodwodne zmusiły jednak trzeci okręt do zawrócenia i powrotu. Jednostki te odbyły kilka patroli w kooperacji z rosyjskimi okrętami podwodnymi, operacje te zostały jednak przerwane wraz z nadejściem zimy.
Bałtyckie patrole zostały wznowione pod koniec kwietnia następnego roku. Dowodzony przez komandora podporucznika (Lt. Cmdr.) Maxa Hortona E-9 osiągnął pierwszy sukces przez zatopienie węglowca „Dora Hugo Stennes” oraz ciężkie uszkodzenie niszczyciela S 148 5 czerwca 1915 roku. W sierpniu Wielka Brytania wysłała na Bałtyk dodatkowe cztery okręty, jeden z nich jednak osiadł na mieliźnie w pobliżu Kopenhagi i został zniszczony, a pozostałe pomyślnie zakończyły operacje przejścia na Morze Bałtyckie. Dowodzony przez Lt. Cmdr. Noela Laurence’a E-1 19 sierpnia uszkodził krążownik liniowy „Von der Tann”, 23 października E8 zniszczył krążownik pancerny „Prinz Adalbert”, E19 zaś 7 listopada zatopił lekki krążownik „Udine”. Brytyjskie okręty oraz jednostki rosyjskie zatopiły lub przejęły dodatkowo 17 statków transportowych, cztery zaś inne zmusiły do wyrzucenia się na brzeg.
Operacje te, szczególnie przeciwko niemieckim okrętom, spowodowały znaczne zakłócenia w niemieckich operacjach na Bałtyku podczas wojny i zmusiły szwedzką marynarkę wojenną do rozpoczęcia działań konwojowych. W odpowiedzi na połączone działania brytyjskich jednostek typu E oraz okrętów rosyjskich w 1915 roku, także niemiecki dowódca Hochseeflotte, Grossadmiral książę Henryk Hohenzollern rozpoczął eskortowanie konwojów między Szwecją a Niemcami, co okazało się bardzo skuteczne: niezależnie od dużej aktywności alianckich okrętów, udało się im zatopić jedynie pięć frachtowców, podczas gdy siły alianckie utraciły jeden z brytyjskich okrętów, który wszedł na minę. Dowództwo brytyjskie przez Archangielsk wysłało na Bałtyk dodatkowe cztery okręty, jednakże przed zakończeniem operacji bałtyckich w 1916 roku w wyniku oblodzenia wykonały one jedynie jeden patrol. W 1917 roku, okręty brytyjskie zaangażowane były w ciężkie walki zmierzające do przeszkodzenia Niemcom w ich postępach w kierunku Zatoki Ryskiej, co jednak nie przyniosło im sukcesu. W ciągu tego roku zatopiono bowiem jedynie jeden frachtowiec, przy stracie jednego własnego okrętu (i trzech rosyjskich). Niemiecka ofensywa na dodatek, wywołała konieczność samozatopienia czterech jednostek rosyjskich i siedmiu brytyjskich, celem zapobieżenia ich wpadnięciu w ręce nieprzyjaciela.